# 安东诺夫国营公司
安東諾夫國營公司（羅馬化：Derzhavne pidpryyemstvo "Antonov"），2015年以前原名安東諾夫航空科学技术联合体（烏克蘭語：Авіаційний науково-технічний комплекс імені Антонова），簡寫為，是一家乌克兰的國營航空器製造與運輸服務公司，尤其專精於超大型飛機的開發與製造，總部設於基輔。該公司的前身是前苏联時代的安東諾夫设计局，成立于1946年，以设计师奥列格·安东诺夫命名，主要負責設計製造各式运输机。苏联解体后设计局划归乌克兰所有，並配合單位的公司化經營而改名。

## 型號列表
- An-2
- An-3（英语：Antonov An-3）
- An-8（英语：Antonov An-8）
- An-10
- An-12
- An-14
- An-22
- An-24
- An-26
- An-28
- An-30
- An-32
- An-38
- An-50
- An-70
- An-71
- An-72
- An-74
- An-124
- An-132（英语：Antonov/Taqnia An-132）
- An-140
- An-148
- An-158
- An-178
- An-180
- An-218
- An-225
- A-1（英语：Antonov A-1）
- A-2（英语：Antonov A-2）
- A-7（英语：Antonov A-7）
- A-11（英语：Antonov A-11）
- A-13（英语：Antonov A-13）
- A-15（英语：Antonov A-15）
- A-40（英语：Antonov A-40）
- T-2M（英语：Antonov T-2M Maverick）

## 圖集

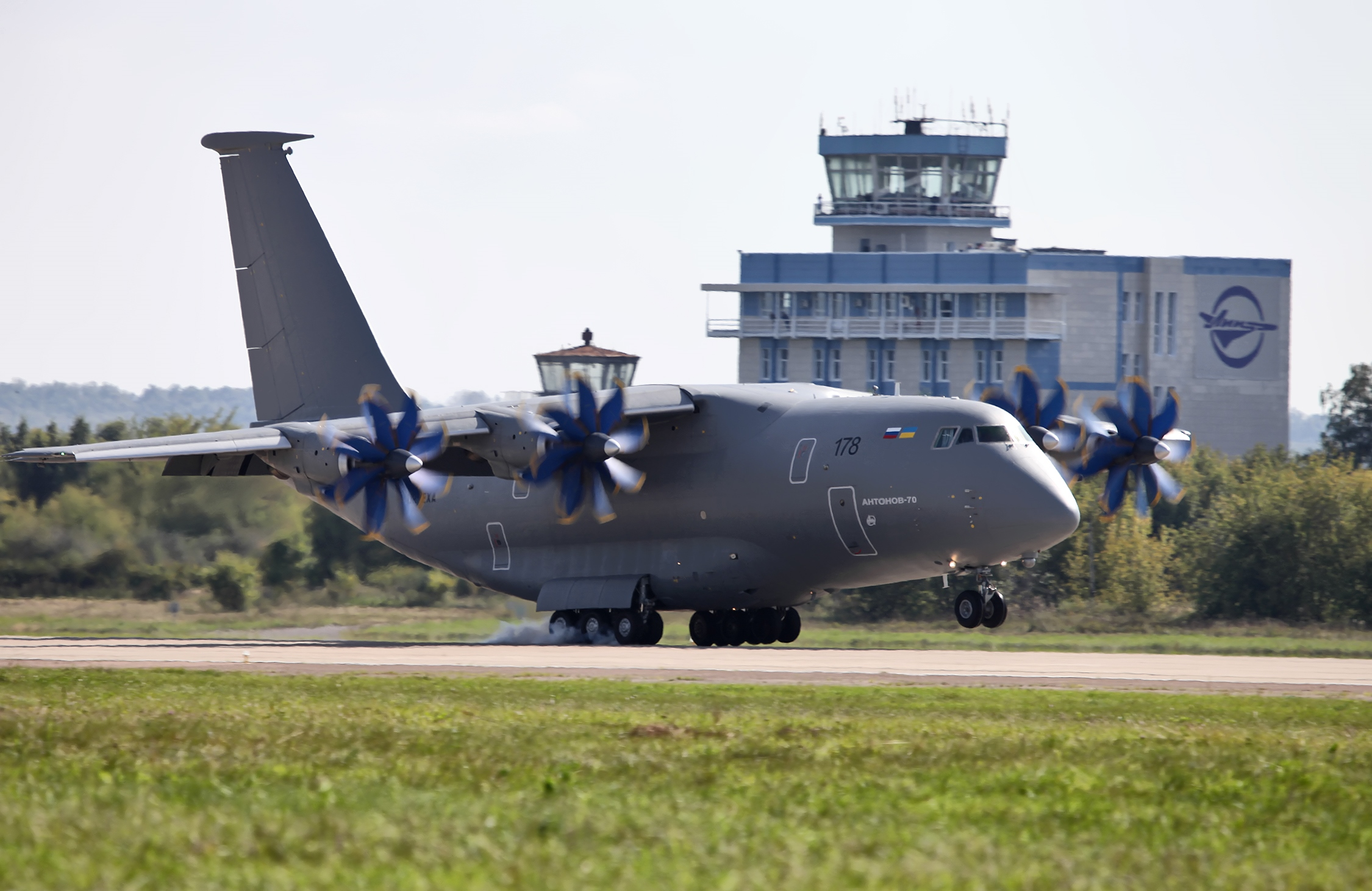
An-70
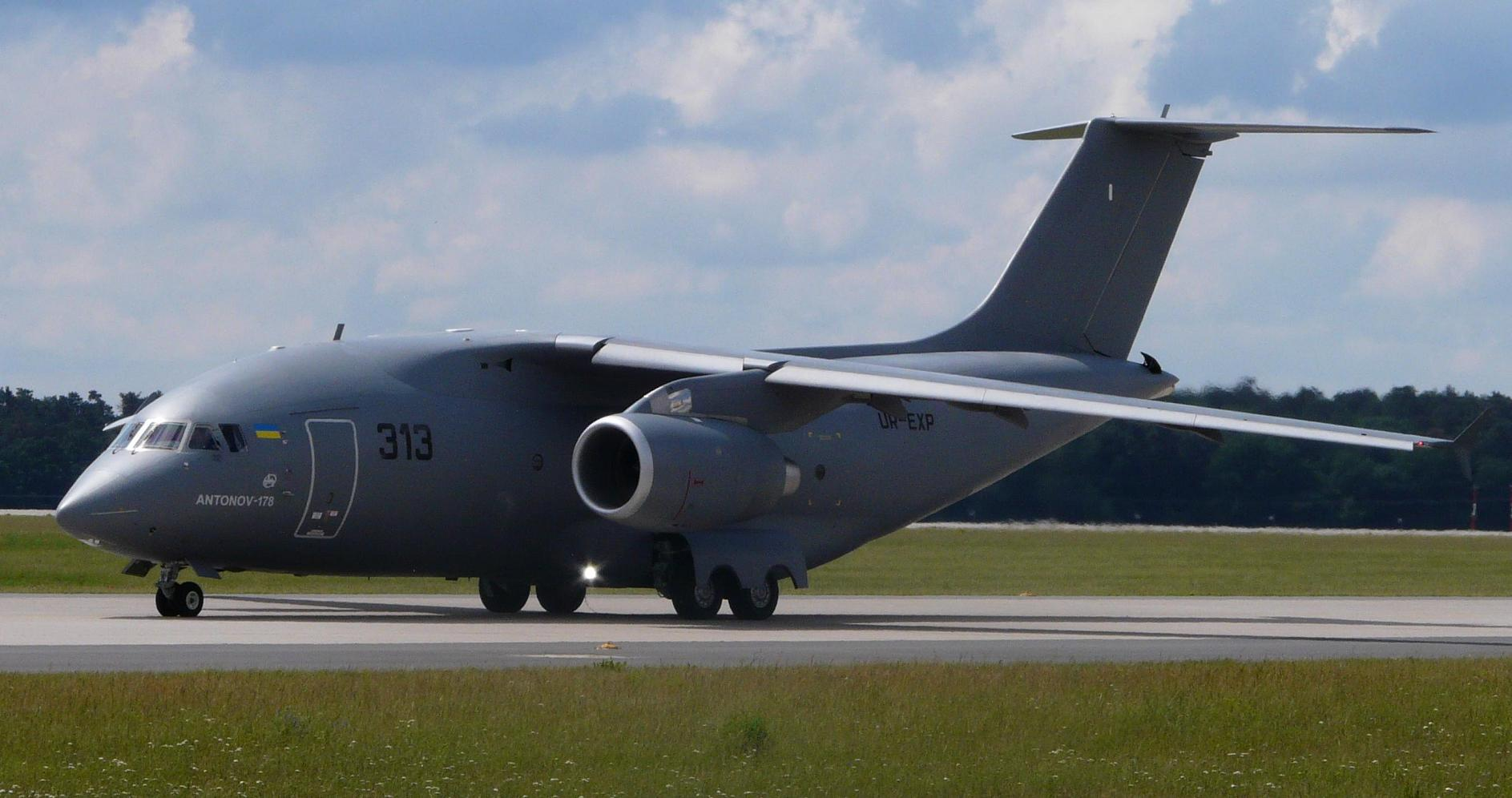
An-178
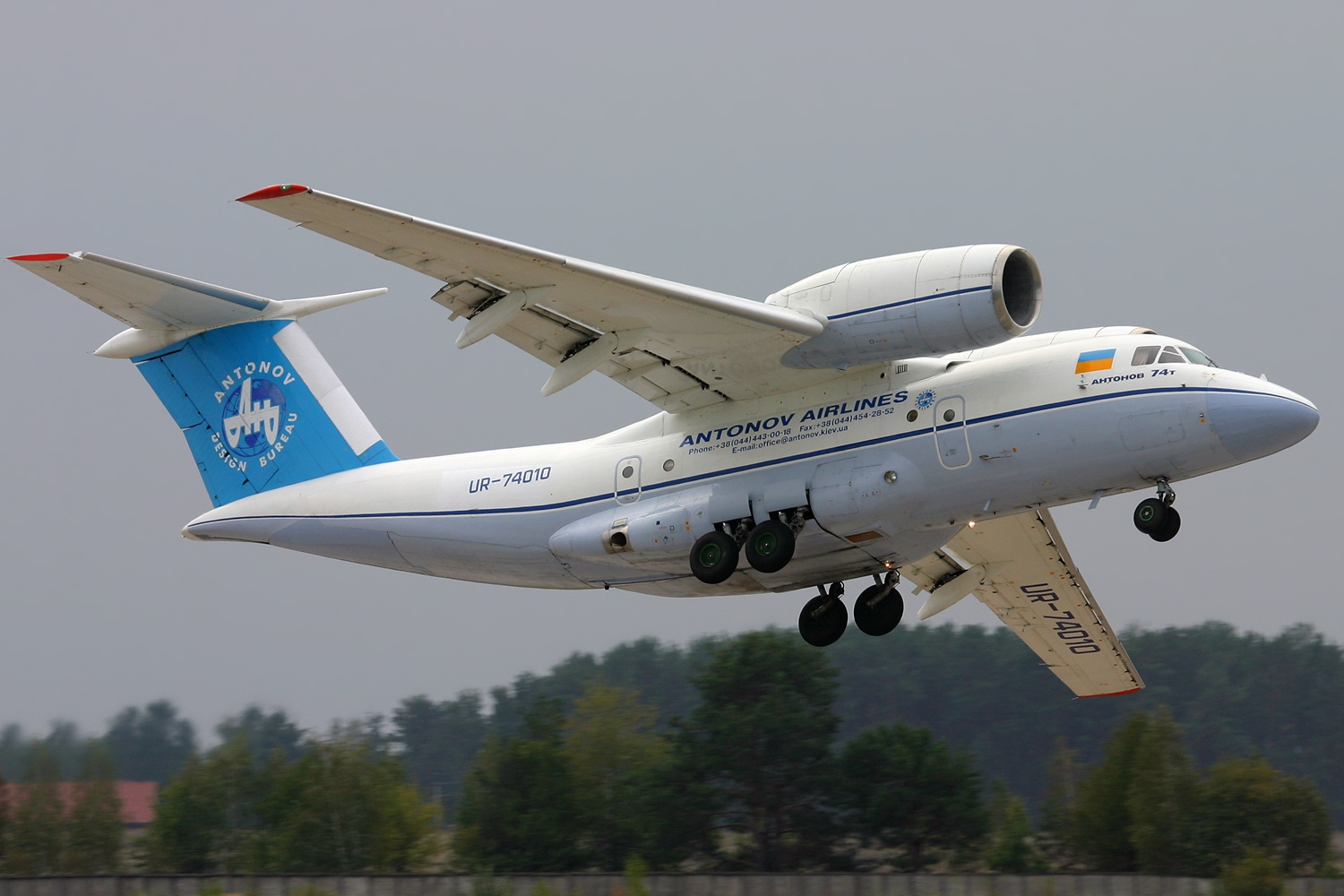
An-74
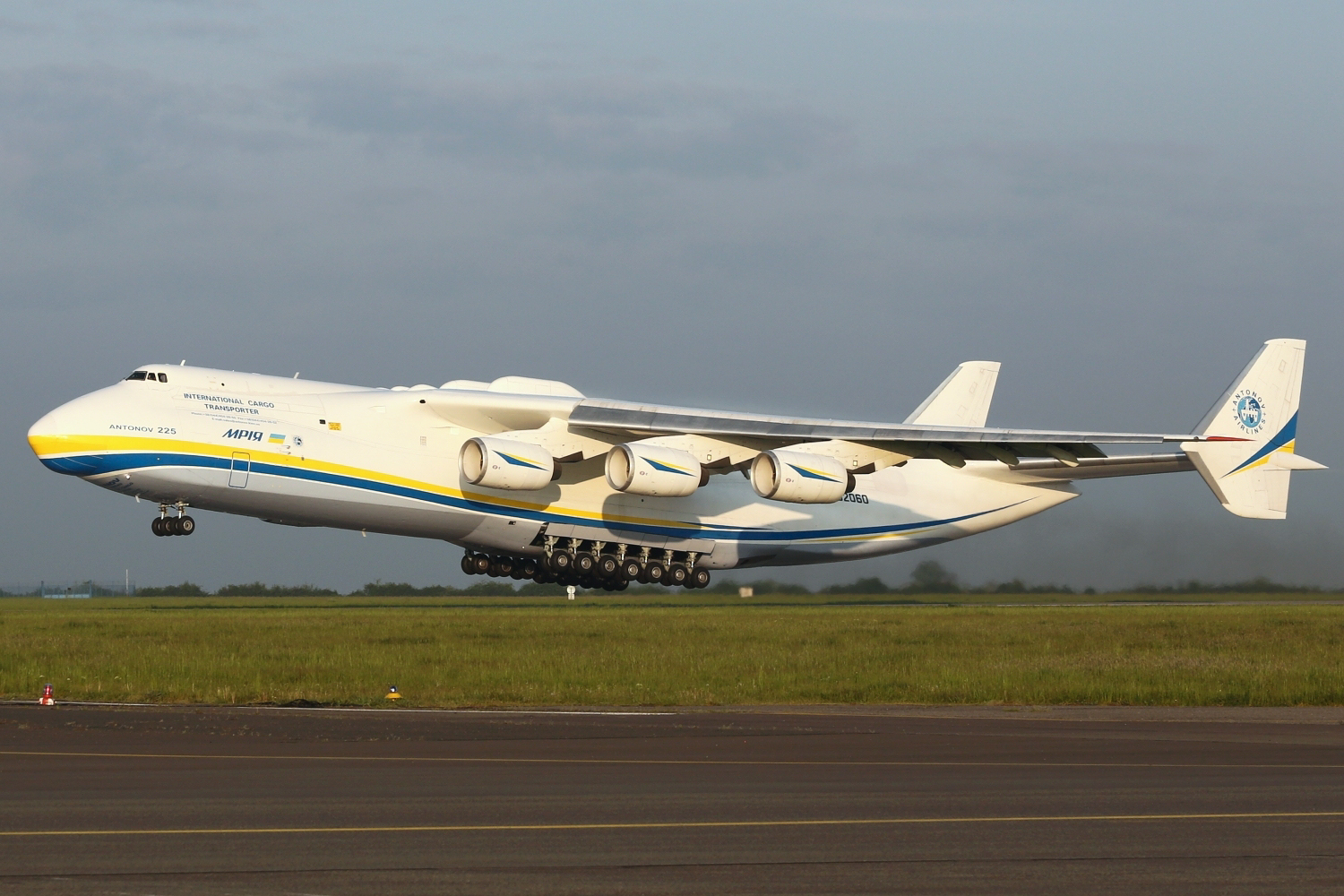
An-225
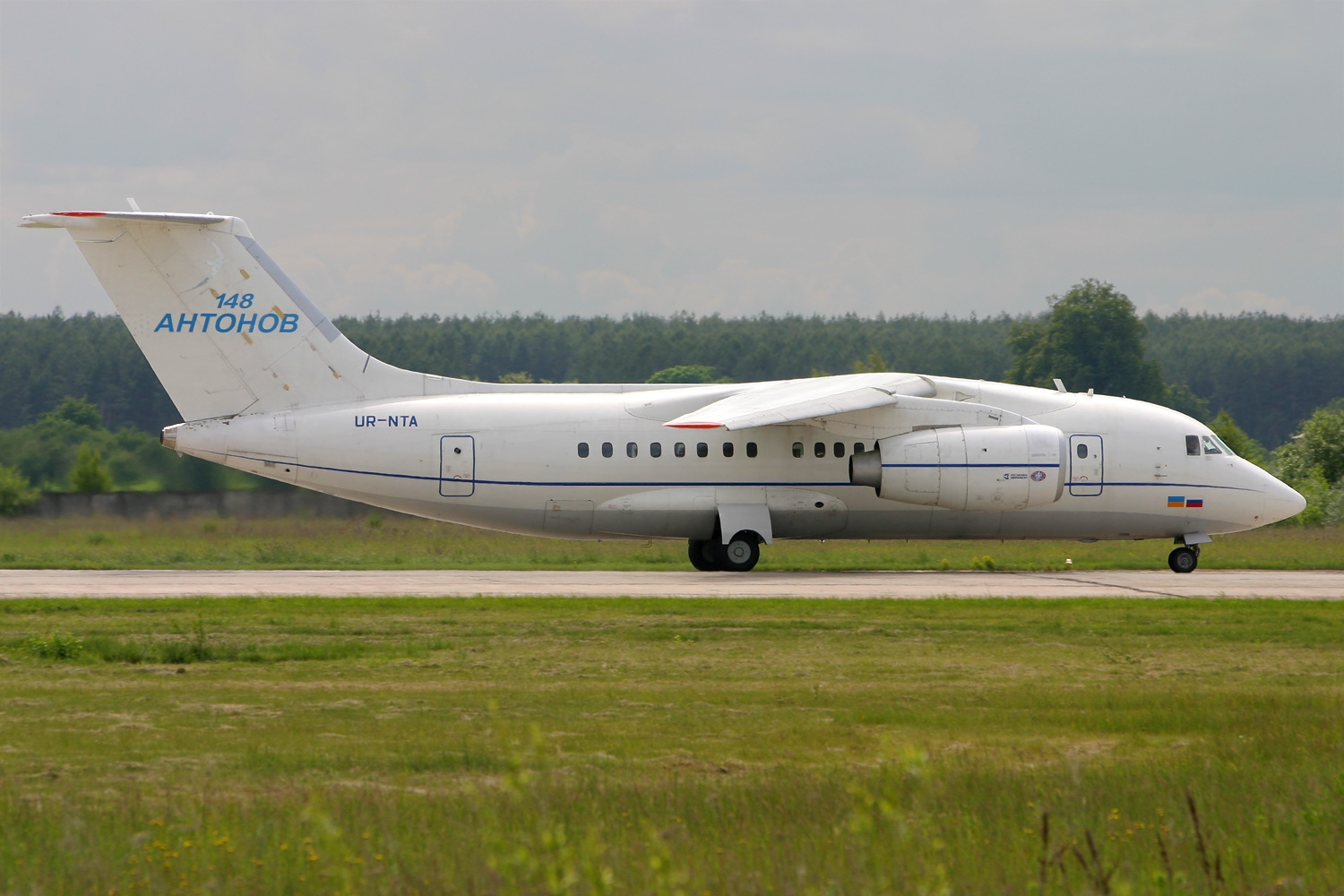
An-148
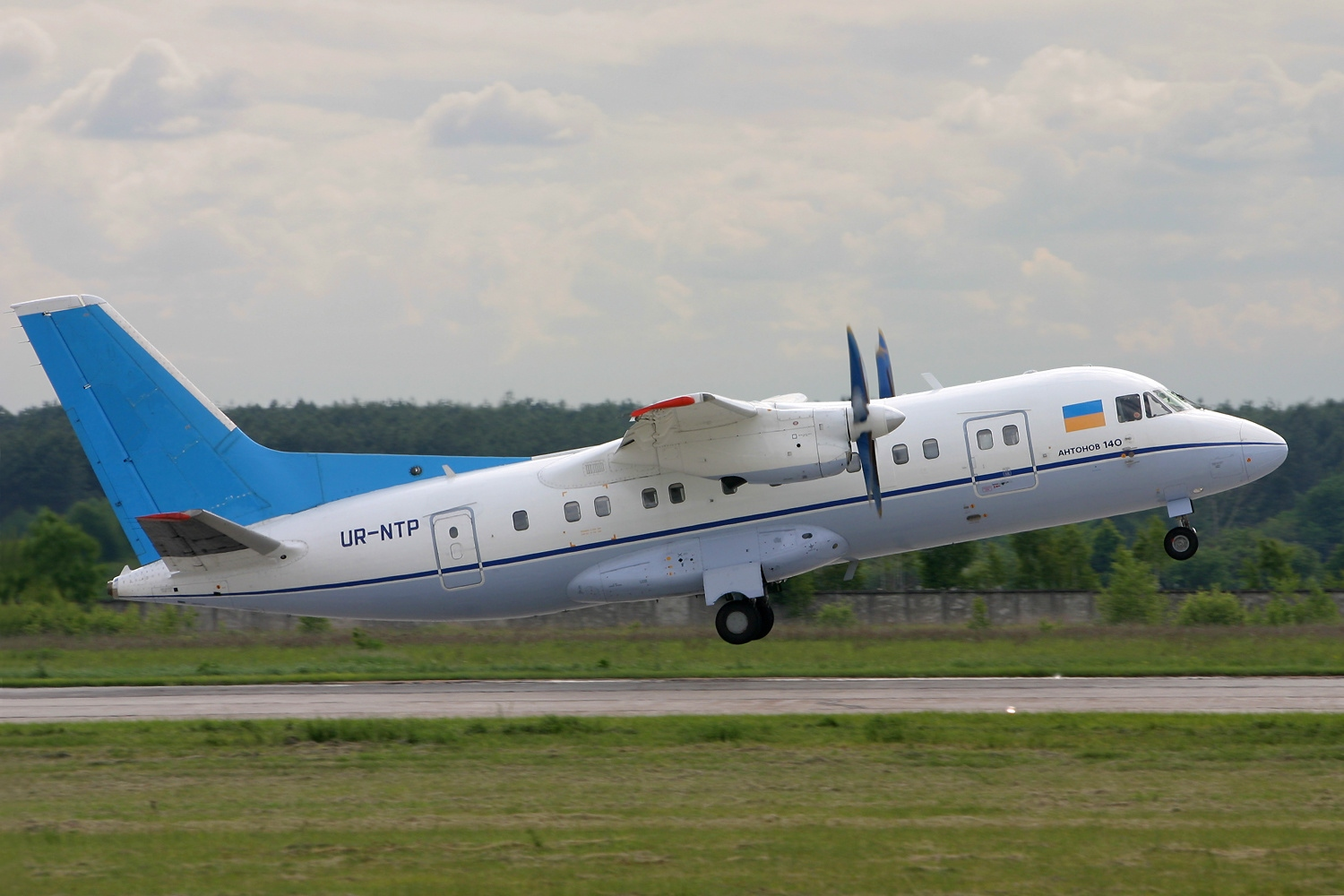
An-140
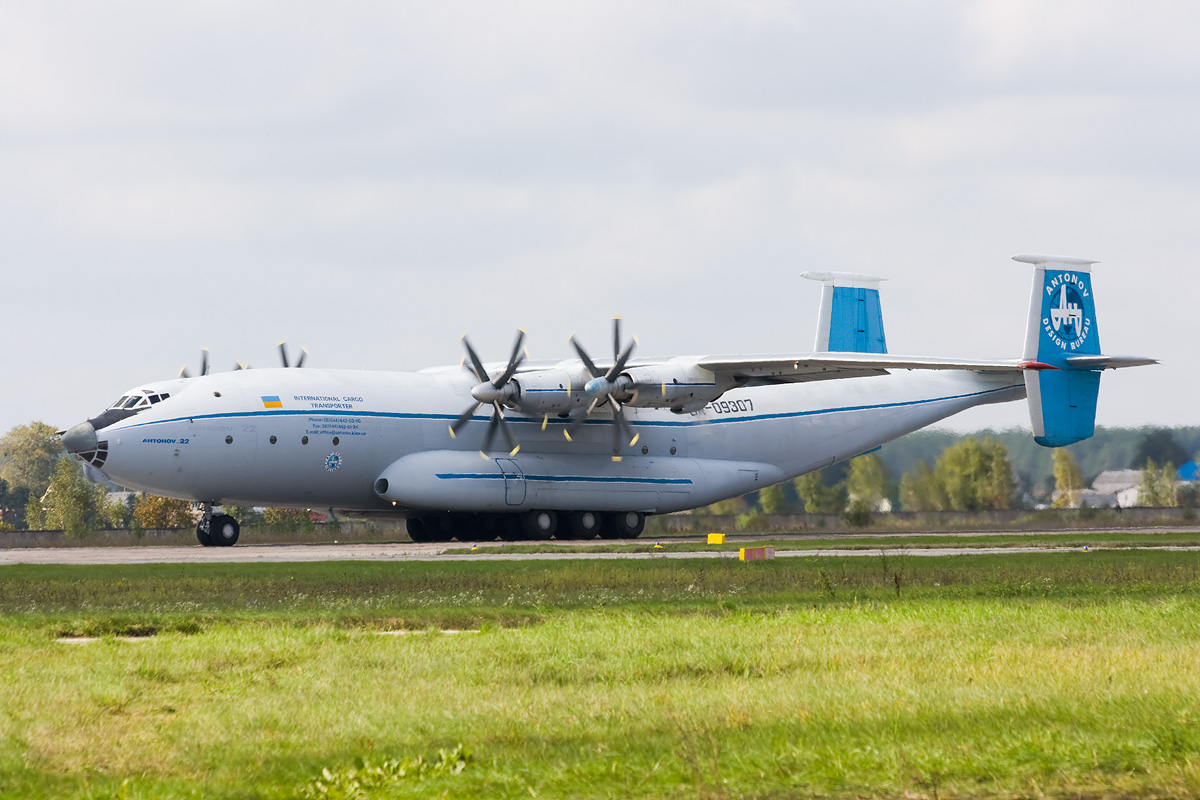
An-22

## 外部連結
- Antonov ASTC
- Antonov （俄文）